# Cristian Arango
Cristian Arango surnommé Chicho Arango, né le 9 octobre 1995 à Medellín, est un footballeur international colombien. Il joue au poste d'attaquant au San José Earthquakes.

## Biographie
Son père Juan Martín Arango et son frère Jhon Alexander Arango étaient également des footballeurs professionnels. Son père jouait comme arrière droit pour l'Industrial Itagüí et son frère comme attaquant pour le Rionegro Águilas[réf. nécessaire].

### Parcours en club

#### Los Angeles FC
Le 2 août 2021, il est transféré au Los Angeles Football Club. Le 12 septembre, il marque un doublé lors de la victoire 3-2 contre le Real Salt Lake à l'occasion de la 24e journée. Avec ce doublé, il inscrit quatre buts en six matchs disputés. Arango a eu un impact immédiat, marquant 14 buts en 17 matches de championnat et a été nommé nouveau venu de l'année.

#### CF Pachuca
Le 1er février 2023, son transfert à Pachuca, en première division mexicaine, est confirmé pour près de 6 millions d'euros.

#### Real Salt Lake
Le 10 juin 2023, il signe un contrat avec le Real Salt Lake jusqu'en 2025 avec une saison en option. Il joue pour la première fois le 8 juillet 2023, marquant le premier but lors d'une victoire 4-0 à domicile contre Orlando City à l'America First Field.

### Parcours en sélection
Le 1er février 2021, il est inclus dans un stage préparatoire qui se déroule entre le 7 et le 11 février de l'année en cours. Le 3 novembre 2021, il est appelé pour les éliminatoires de la Coupe du monde contre le Brésil et le Paraguay[réf. nécessaire]. 
Le 16 novembre 2021, il fait ses débuts officiels contre le Paraguay dans un match qui s'est terminé 0-0, entrant à la 80e minute du match à la place de Jefferson Lerma[réf. nécessaire]. En janvier 2022, il est convoqué pour un match amical contre le Honduras aux États-Unis.

## Palmarès

### En club
| CD Aves (1)                              | Los Angeles FC (2)                                                         |
| - Coupe du Portugal : - Vainqueur : 2018 | - Coupe MLS : - Vainqueur : 2022 - Supporters' Shield : - Vainqueur : 2022 |

### Distinctions personnelles
Trophée nouveau venu de l'année de MLS : 2021